# Shinji Makino
Shinji Makino (jap. 牧野 真二, Makino Shinji; * 29. Mai 1976 in der Präfektur Fukuoka) ist ein ehemaliger japanischer Fußballspieler.

## Karriere

### Fußball
Makino erlernte das Fußballspielen in der Schulmannschaft der Tokai University Daigo High School. Seinen ersten Vertrag unterschrieb er 1995 bei den Yokohama Marinos aus der höchsten Liga des Landes, der J1 League. Danach unterschrieb er 1998 bei Sagan Tosu aus der zweithöchsten Liga, der Japan Football League. 1999 stieg er mit dem Verein in die J2 League auf. Für den Verein absolvierte er 12 Spiele. 1999 beendete er seine Spielerkarriere.

### Beachsoccer
Mit der japanischen Nationalmannschaft qualifizierte er sich für die Beachsoccer-Weltmeisterschaft 2005, 2006, 2008, 2009, 2011, 2013 und 2015.